# Ochyrocera misspider
Ochyrocera misspider — вид аранеоморфних павуків родини Ochyroceratidae. Описаний у 2018 році. 

## Назва
Вид названо на честь Маленької Міс Павук (Little Miss Spider), головної героїні дитячих книг Девіда Кірка.

## Поширення
Ендемік Бразилії. Виявлений у заповіднику Національний ліс Каражас у штаті Пара.

## Опис
Чоловічий голотип завдовжки 1,8 мм, а жіночий паратип — 1,9 мм. Самиці відрізняються від інших видів роду геніталіями з дуже довгою і вузькою медіальною колонноподібною зовнішньою маткою з 12 камерами, і витягнутими, прямостоячими і звивистими сперматотеками.